# 宮崎県道212号浦城東海線
宮崎県道212号浦城東海線（みやざきけんどう212ごう うらしろとうみせん）は、宮崎県延岡市を通る一般県道である。

## 概要
延岡市浦城町から延岡市川島町に至る。
国道388号の南側を大きく迂回する。大部分がリアス式海岸である日豊海岸を通過するため、狭隘な区間が多く存在する。

### 路線データ
- 起点：延岡市浦城町（浦城町交差点、国道388号交点）
- 終点：延岡市川島町（川島町交差点、国道388号交点）

## 歴史
- 1972年（昭和47年）11月14日 - 宮崎県告示第1089号[1]により、宮崎県道212号浦城東海線（一般県道）として認定される（延岡市浦城町 - 延岡市水尻町間）。

## 路線状況

### 道路施設

#### 橋梁
- 白石橋（延岡市）

## 地理

### 通過する自治体
- 延岡市

### 交差する道路
| 交差する道路 | 交差する場所 | 交差する場所        |
| ------------ | ------------ | ------------------- |
| 国道388号    | 浦城町       | 浦城町交差点 / 起点 |
| 国道388号    | 川島町       | 川島町交差点 / 終点 |

### 沿線
自然
- 火打崎
- 北川
- 南北浦海岸

施設
- 延岡市立港小学校
- 旭化成東海工場
- 延岡警察署 東海駐在所
- 延岡港